# 국민기초생활 보장법
국민기초생활보장제도는 대한민국의 공공부조 사회 보장 제도이며 국민기초생활보장법은 국민기초생활보장제도를 규정한 법률이다. 이 법의 수급을 받는 사람을 기초생활수급자라고한다.

## 역사
이 법은 대한민국 외환위기 이후 실업자와 빈곤층들을 지원하기 위해 1999년 9월 7일 제정되어 2000년 10월 1일부터 시행되었다. 이 법의 시행과 함께 기존의 생활보호법은 폐지되었다.

## 지원 대상
보장시설에 입소한 기초생활보장수급자
다음의 자를 제외한 모든 수급자
- 수급권자 범위의 특례(의료급여특례자, 교육급여특례자, 자활급여특례자)
- 이행급여특례자
- 에이즈쉼터(대한에이즈예방협회 등 운영시설 포함) 거주자
- 노숙인자활시설 및 청소년쉼터 또는 한국법무보호공단시설 거주자 등 국가 또는 지방자치단체로부터 생계를 보장받는 자
- 보장시설 수급자는 별도의 급여기준(시설생계급여)에 의해 지급

## 지원 내용
국민이 건강하고 문화적인 생활을 유지하기 위하여 필요한 최소한의 비용을 '최저생계비'로 정하여 보건복지부장관이 공표하도록 한다. 이 금액에 소득이 미달하는 사람들에게 7가지의 급여가 지급된다.
- 생계급여: 수급자에게 의복, 음식물 및 연료비, 기타 일상생활에 기본적으로 필요한 금품을 지급하는 것으로 생계급여 지급기준에서 가구의 소득인정액을 차감하여 산정한 금액(보장시설수급자는 별도의 급여기준에 의해 지급)
- 의료급여: 의료급여법이 정하는 바에 따름
- 주거급여: 국토교통부 장관이 정하는 기준에 따라 지급
- 교육급여: 교육부 장관이 정하는 기준에 따라 입학금, 수업료, 교육활동지원비 지급
- 해산급여: 출생영아 1인당 700천원
- 장제급여: 사망자 1구당 800천원
- 자활급여

## 자격기간
자격이 인정되어 수급자로 선정이 되면 최초 1년간 자격 유지. 6개월 또는 1년 단위로 재조사 진행 혹은 소득, 재산, 가구구성의 변동이 있는 경우 즉시 재조사 진행.

## 자격 상실 또는 변경 사유
- 소득 증가로 인한 기준 소득 초과
- 부양의무자 소득 증가
- 가구 구성원 수 변동
- 재산 증가

## 판례
- 교도소·구치소 수용자의 국민기초생활보장 대상 제외 사건[4]
- 보건복지부장관의 2002년도 최저생계비 고시에 대한 헌법재판소 판례

## 참고 문헌
- 김유향, 헌법중요판례 250, 윌비스, 2015.
- 헌법재판소 판례: 2004.10.28. 2002헌마328
- 정회철, 최근 5년 중요헌법판례,윌비스, 2014.
- 헌법재판소 판례: 2011.3.31. 2009헌마617, 2010헌마341